# ماغوميد مصطفييف
ماغوميد مصطفييف (مواليد 2 أغسطس 1988) هو مُقاتل فنون قتالية مختلطة روسي.

## وصلات خارجية
- ماغوميد مصطفييف على موقع يو إف سي (الإنجليزية)
- ماغوميد مصطفييف على موقع شيردوغ (الإنجليزية)
- ماغوميد مصطفييف على موقع IMDb (الإنجليزية)